# A magyar ábécé betűinek hanganyagai
A következő jegyzék hanganyaga a magyar ábécé betűinek ejtését eleveníti meg:
- A
- Á
- B
- C
- Cs
- D
- Dz
- Dzs
- E
- É
- F
- G
- Gy
- H
- I
- Í
- J
- K
- L
- Ly
- M
- N
- Ny
- O
- Ó
- Ö
- Ő
- P
- Q
- R
- S
- Sz
- T
- Ty
- U
- Ú
- Ü
- Ű
- V
- W
- X
- Y
- Z
- Zs